# Francesc Vallverdú i Canes
Francesc Vallverdú Canes (Barcelona, 1 de desembre de 1935 – Barcelona, 12 de juny de 2014) fou un poeta, tècnic editorial, traductor, assessor lingüístic i sociolingüista català.

## Biografia
Es llicencià en dret a la Universitat de Barcelona i col·laborà a Serra d'Or i Nous Horitzons. Tot i exercir inicialment d'advocat, l'any 1960 entra a treballar a l'Editorial Alcides com a redactor editorial. El 1966 passa a treballar a Edicions 62 com a tècnic editorial i assessor lingüístic.
Tot i que de jove ja s'interessava per la llengua catalana no va ser fins més endavant, a finals dels anys 60, que comença a llegir i interessar-se per la sociolingüística. Comença a llegir autors que esdevindran referents en aquesta disciplina: André Martinet, Uriel Weinreich, Antoni M. Badia i Margarit i Lluís Vicent Aracil. És justament a través d'Aracil, amb qui cultiva una gran amistat, que descobreix la sociolingüística nord-americana. Aracil el posa en contacte amb Joshua A. Fishman de qui rep material d'altres sociolingüistes americans com ara Dell Hymes, William Labov, etc. Aquestes orientacions tindran en ell una gran influència i és per això que considera Fishman el seu mestre principal en sociolingüística.
Fou un dels fundadors i president del Grup Català de Sociolingüística, alhora que redactor de la revista Treballs de Sociolingüística Catalana. També va ser cap dels serveis lingüístics de la Corporació de Ràdio i Televisió de Catalunya i membre del Consell Social de la Llengua Catalana de la Generalitat de Catalunya. Va traduir al català Alberto Moravia, Cesare Pavese, Italo Calvino i Leonardo Sciascia. Fou articulista a El País.
La seva poesia tenia inicialment un caire existencial que volia ser tornaveu de la lluita política, amb ús de la sàtira i el clam imprecatori, però finalment madurà en l'art de la rima.
El 1959 s'afilià al Partit Socialista Unificat de Catalunya. Va ser membre de l'Associació Internacional de Llengua i Literatura Catalanes (AILLC), de l'Associació d'Escriptors en Llengua Catalana (AELC), del PEN català i de l'Institut d'Estudis Catalans (IEC). El 1986 va rebre la Creu de Sant Jordi i el 1988 va rebre el premi Bocaccio per la traducció del Decameró. També fou premi Carles Riba de poesia l'any 1965 per Cada paraula, un vidre. Va presidir la Fundació Congrés de Cultura Catalana des del 2003 fins al 2014.

## Obres

### Poesia
- Com llances (1961)
- Qui ulls ha (1962), editat per Joaquim Horta[4]
- Cada paraula, un vidre (1968)
- Somni, insomni (1971)
- Retorn a Bíbilis (1974)
- Poesia, 1956-1976 (1976)
- Regiment de la cosa pública (1983)
- Leviatan i altres poemes (1984)
- Festival amb espills de Ramon Roig (1989)
- Encalçar el vent (1995)
- Temps sense treva (2009), (Obra poètica completa)

### Assaig
- L'escriptor català i el problema de la llengua (1968)
- Sociología y lengua en la literatura catalana (1971)
- Dues llengües: dues funcions? (1970)
- El fet lingüístic com a fet social (1973) (Premi Joan Fuster d'assaig, 1972)
- Aproximació crítica a la sociolingüística catalana (1980)
- La normalització lingüística a Catalunya (1980)
- Elocució i ortologia catalanes (1986)
- L'ús del català. Un futur controvertit (1990)
- Velles i noves qüestions de sociolingüística (1998)
- El català estàndard i els mitjans audiovisuals: escrits elaborats des de la comissió de Normalització Lingüística de TVC (2000)